# Christiana Ruggeri
Christiana Ruggeri (Roma, 28 gennaio 1969) è una giornalista e scrittrice italiana.

## Biografia
Dopo il diploma al Liceo Scientifico, si laurea all'Università La Sapienza di Roma in Lettere moderne, specializzandosi in Storia della critica letteraria. Comincia a scrivere durante il primo anno di università su Ariel, la rivista del Centro Studi Pirandelliani di Roma, poi negli anni novanta lavora presso diverse emittenti radiofoniche e televisive romane (Radio Luna, Radio Roma, Radio Radio, Teleroma 56) e con varie testate giornalistiche (L'Opinione delle libertà, Momento Sera e la redazione romana de Il Giornale).
Attualmente è Caporedattore della Redazione Scienze e Multimedia  del TG2, dove lavora dal 2000: prima a Costume e Società poi, dal 2005, per la redazione esteri. Nello stesso anno, debutta alla conduzione con la rubrica TG2 Mistrà; per altre quattro stagioni, conduce TG2 Costume e Società e le edizioni del weekend del telegiornale.  Riceve vari premi e onorificenze per i suoi servizi in giro per il mondo Haiti, Sierra Leone, Tibet, Mali e Repubblica Democratica del Congo e su temi sociali e ambientali.
Nel 2008 pubblica il suo primo romanzo, La lista di carbone, con il quale arriva tra i cinque finalisti internazionali del Premio Bancarella e vince il Premio internazionale Città di Gaeta per la categoria "Opera prima" e il Premio Com&Te 2008. Il libro viene edito nuovamente nel 2016, con una versione riveduta e aggiornata, in occasione dell’ottantesimo anniversario della costruzione del campo di concentramento di Sachsenhausen.
Nel 2015 pubblica Dall'Inferno si ritorna, dove racconta il genocidio ruandese del 1994 attraverso la vera storia di una bimba di cinque anni, sopravvissuta al massacro. Il libro vince il Primo premio per la Narrativa del Premio letterario Casentino 2016.
Nel 2017 esce il suo terzo libro, I dannati, un romanzo-reportage sulla Penitenciaría General de Venezuela di San Juan de los Morros, una delle carceri più dure dello stato venezuelano.
Nel 2019 realizza il suo primo libro per bambini, Greta e il pianeta da salvare, un testo di educazione ambientale ispirato all'attivista svedese Greta Thunberg e ai Venerdì per il futuro, le manifestazioni mondiali per sollecitare attenzione sui temi del riscaldamento globale e il cambiamento climatico.
In occasione della Giornata della Terra 2021, pubblica con Giunti Green Girls - Storie vere di ragazze dalla parte del pianeta, in cui racconta le storie di 32 giovani donne da tutto il mondo che si battono per la salvaguardia dell'ambiente e della biodiversità.
Per dare risalto all'Agenda 2030 l'autrice cambia prospettiva e la racconta con gli occhi degli animali: nel 2022, sempre per Giunti esce Animali straordinari Un mondo nascosto di capacità sorprendenti. 33 storie vere che sono un inno all'etologia e all'empatia per creature, spesso, misconosciute.
Lo stesso anno viene insignita del Premio Internazionale Stand Out Woman Award - per il giornalismo  alla Sala della Regina di Montecitorio.
A marzo 2025 esce Jane Goodall- Io e gli scimpanzé per Editoriale scienza . La grande etologa e zoologa britannica viene considerata dall'autrice tra le sue inspiring women. Il libro viene presentato il 19 maggio 2025 al Salone del Libro di Torino #SalTo25. 

## Vita privata
Ha una figlia di nome Grace, nella loro famiglia ci sono cani, gatti e conigli. 
Ha fondato e presieduto per venti anni la onlus Il Rifugio delle Code Felici, dedicata alla lotta al randagismo, che continua a combattere. È vicepresidente dell'ONLUS GreenAccord di giornalisti per l'ambiente. È Presidente dell'Associazione di promozione Sociale (APS) Progetto Paradiso Italia  per incentivare la piantumazione delle foreste urbane o tiny forest nelle città italiane, su modello del botanico giapponese Akira Miyawaki. È una grande appassionata di fotografia. È vegetariana.

## Libri
- La lista di carbone, Milano, Ugo Mursia Editore, 2008, ISBN 978-88-425-3911-7.
  -  La lista di carbone, 2ª ed., Firenze-Milano, Giunti Editore, 2016, ISBN 978-88-09-81947-4.
- Dall'Inferno si ritorna, Firenze-Milano, Giunti Editore, 2015, ISBN 978-88-09-80579-8.
- I dannati, Modena, Infinito, 2017, ISBN 978-88-6861-215-3.
- Greta e il pianeta da salvare, illustrazioni di Ilaria Perversi, Palermo, Il Glifo, 2019, ISBN 978-88-98741-51-9.
- Green Girls. Storie vere di ragazze dalla parte del pianeta, illustrazioni di Susanna Rumiz, Firenze-Milano, Giunti Editore, 2021, ISBN 9788809959422.
- Animali straordinari. Un mondo nascosto di capacità sorprendenti  Giunti Editore, illustrazioni di Marco Bonatti, Firenze-Milano, 2022, ISBN 9788809899544.
- Jane Goodall- Io e gli scimpanzé  Editoriale scienza 2025 ISBN 978-88-9393-338-4.